# Нестеров, Юрий Евгеньевич
Юрий Евгеньевич Нестеров (род. 1956) — советский и бельгийский математик, специалист по нелинейному программированию, выпуклой оптимизации, численным методам оптимизации. В области искусственного интеллекта широко применяется метод Нестерова — ускоренный вариант метода градиентного спуска.
Иностранный член НАН США (2022).

## Биография
В 1977 году окончил МГУ по специальности «прикладная математика»[уточнить]. С 1977 по 1992 год был научным сотрудником в Центральном экономико-математическом институте Академии наук. В 1984 году в ЦЭМИ защитил кандидатскую диссертацию.
С 1993 года работал в Университетском колледже Лондона на кафедре математической инженерии, затем — в центре исследования операций и эконометрики Католического университета Лувена.
В 2000 году получил премию Данцига SIAM.
В 2009 году стал лауреатом теоретической премии фон Неймана (2009).
В 2013 году защитил диссертацию на соискание степени доктора физико-математических наук.
В 2016 году удостоен золотой медали Европейского общества исследования операций.
По состоянию на 2018 год состоит в должности ординарного профессора Католического университета Лувена, старшего научного сотрудника ЦЭМИ РАН и профессора-исследователя департамента больших данных и информационного поиска факультета компьютерных наук Высшей школы экономики.

## Избранная библиография
- Нестеров Ю.Е. Метод минимизации выпуклых функций со скоростью сходимости {\displaystyle O(1/k^{2})} // Докл. АН СССР. — 1983. — Т. 269, вып. 3. — С. 543—547.
- Юрий Нестеров. Эффективные методы нелинейного программирования. — М.: Радио и связь, 1989.
- Yuri Nesterov, Arkadii Nemirovskii. Interior-Point Polynomial Algorithms in Convex Programming. — Society for Industrial and Applied Mathematics, 1995. — ISBN 0898715156. — монография, в которой показана фундаментальная роль метода внутренней точки в выпуклой оптимизации и впервые начато систематическое изучение полуопределённого программирования[10]
- Yu. Nesterov. Introductory lectures on convex optimization: A basic course. — Kluwer Academic Publishers, 2004. — ISBN 978-1402075537. — учебник, ставший стандартным курсом выпуклой оптимизации